# NGC 2343
NGC 2343 ist ein galaktischer Offener Sternhaufen im Sternbild Einhorn am Südsternhimmel. Er hat einen Durchmesser von 6 Bogenminuten und eine scheinbare Helligkeit von etwa 6,7 mag.
Entdeckt wurde das Objekt am 10. Januar 1785 vom deutsch-britischen Astronomen William Herschel.